# Davide Villella
Davide Villella (Magenta, 27 de juny de 1991) és un ciclista italià, professional des del 2014. Actualment corre a l'equip Cofidis. En el seu palmarès destaca la victòria al Gran Premi de la Muntanya de la Volta a Espanya de 2017.

## Palmarès
- 2012
  - 1r al Trofeu Ciutat de Brescia
  - Vencedor de 2 etapes al Giro del Friül-Venècia Júlia
- 2013
  - 1r al Giro de la Vall d'Aosta i vencedor de 2 etapes
  - 1r al Piccolo Giro de Llombardia
- 2016
  - 1r a la Japan Cup
- 2017
  -  1r del Gran Premi de la Muntanya a la Volta a Espanya
- 2018
  - 1r al Tour d'Almati i vencedor d'una etapa

### Resultats al Giro d'Itàlia
- 2014. Abandona (6a etapa)
- 2015. 78è de la Classificació general
- 2017. 72è de la classificació general
- 2018. 70è de la classificació general
- 2019. 60è de la classificació general
- 2020. 40è de la classificació general
- 2021. 55è de la classificació general
- 2022. 63è de la classificació general

### Resultats a la Volta a Espanya
- 2015. 94è de la Classificació general
- 2016. 56è de la classificació general
- 2017. 97è de la classificació general.  1r del Gran Premi de la Muntanya
- 2018. 48è de la classificació general
- 2022. 53è de la classificació general